# Raorchestes indigo
Raorchestes indigo es una especie de anfibio anuro de la familia Rhacophoridae.

## Distribución geográfica
Esta especie es endémica de Karnataka en la India. Se encuentra por encima de los 1700 m sobre el nivel del mar en las montañas Kudremukh en Ghats occidentales.

## Publicación original
- Vijaykumar, Dinesh, Prabhu & Shanker, 2014 : Lineage delimitation and description of nine new species of bush frogs (Anura: Raorchestes, Rhacophoridae) from the Western Ghats Escarpment. Zootaxa, n.º 3893 (4), p. 451–488.[3]